# Leucophora obtusa
Leucophora obtusa ist eine Fliege aus der Familie der Blumenfliegen (Anthomyiidae).

## Merkmale
Die Fliegen sind etwa 5–6 mm groß. Sie besitzen eine graue bis hellbräunliche Grundfarbe. Über das Mesonotum verlaufen 5 braunschwarze Längsstriemen. Charakteristisch für die Gattung Leucophora sind die breiten weißen Wangen vor und unterhalb der Facettenaugen, die nach vorne hervorstehen. Die Facettenaugen sind sowohl bei den Weibchen als auch bei den Männchen klar getrennt. Die Vibrissen sind näher zueinander als zu den Facettenaugen. Die Facettenaugen der Weibchen sind im Vergleich zu denen anderer Fliegen vergrößert. Die mittleren Tibien weisen eine kräftige ventrale Borste (Seta) auf. Die Art lässt sich auf Fotografien nicht sicher von verwandten Arten unterscheiden.

## Verbreitung
Leucophora obtusa besitzt eine holarktische Verbreitung. Die Art ist in Mittel- und Nordeuropa weit verbreitet und gilt als häufigster Vertreter der Gattung. Die Art ist auch in Großbritannien vertreten. In Nordamerika kommt die Art östlich der Rocky Mountains vor.

## Lebensweise
Die Fliegen beobachtet man gewöhnlich von April bis Juli. Leucophora obtusa ist ein Kleptoparasit verschiedener Sandbienen (Andrena), insbesondere der Gemeinen Sandbiene (Andrena flavipes) und der Rotschopfigen Sandbiene (Andrena haemorrhoa). Die solitären Bienen legen ihre Nester gewöhnlich in Bodenhöhlen an und bevorraten diese mit Pollen und Nektar. Die weiblichen Fliegen folgen den weiblichen Sandbienen zu deren Bruthöhlen. In diese legen sie ihre Eier ab. Die geschlüpften Larven von Leucophora obtusa entwickeln sich in den Bienennestern. Sie ernähren sich von den Vorräten ihrer Wirte, vermutlich auch von deren Brut.

## Taxonomie
Die Art wurde von Johan Wilhelm Zetterstedt im Jahr 1838 als Anthomyza obtusa erstbeschrieben.
In der Literatur finden sich folgende weitere Synonyme:
- Neohylemyia obtusa
- Proboscimyia obtusa